# João Valdetaro de Amorim e Mello

João Valdetaro de Amorim e Mello (Fortaleza, 1896 — Porto Alegre, 1989) foi um militar e engenheiro brasileiro.

## História
Em 1943, ainda como coronel engenheiro foi diretor responsável pela Viação Ferrea do Rio Grande do Sul.
Foi general-de-exército. Foi chefe do Gabinete Militar no Governo Eurico Dutra, de 13 de setembro de 1948 a 4 de abril de 1950. Comandou, no mesmo governo, o Ministério da Viação e Obras Públicas (antiga denominação do Ministério dos Transportes), de 30 de março de 1950 a 31 de janeiro de 1951.
Entre 1 de abril e 5 de setembro de 1952, comandou a comandou a Escola de Estado-Maior.